# Eloria mossi
Eloria mossi är en fjärilsart som beskrevs av Collenette 1950. Eloria mossi ingår i släktet Eloria och familjen tofsspinnare. Inga underarter finns listade i Catalogue of Life.